# Protea laurifolia
Protea laurifolia (лат.) — кустарник, вид рода Протея (Protea) семейства Протейные (Proteaceae), эндемик Южной Африки, встречается в Капских провинциях.

## Ботаническое описание
Protea laurifolia — высокий прямостоячий кустарник, достигающий 8 м в высоту. Листья от серых до голубовато-зелёных, с короткими черешками и роговыми краями. Цветёт с середины осени до начала зимы или с апреля по ноябрь. Растение однодомное, в каждом цветке представлены представители обоих полов.
Вид похож на Protea neriifolia, но имеет более западное распространение, кроме этого листья P. neriifolia без черешка, загнуты вверх и часто несколько более зеленоватые.

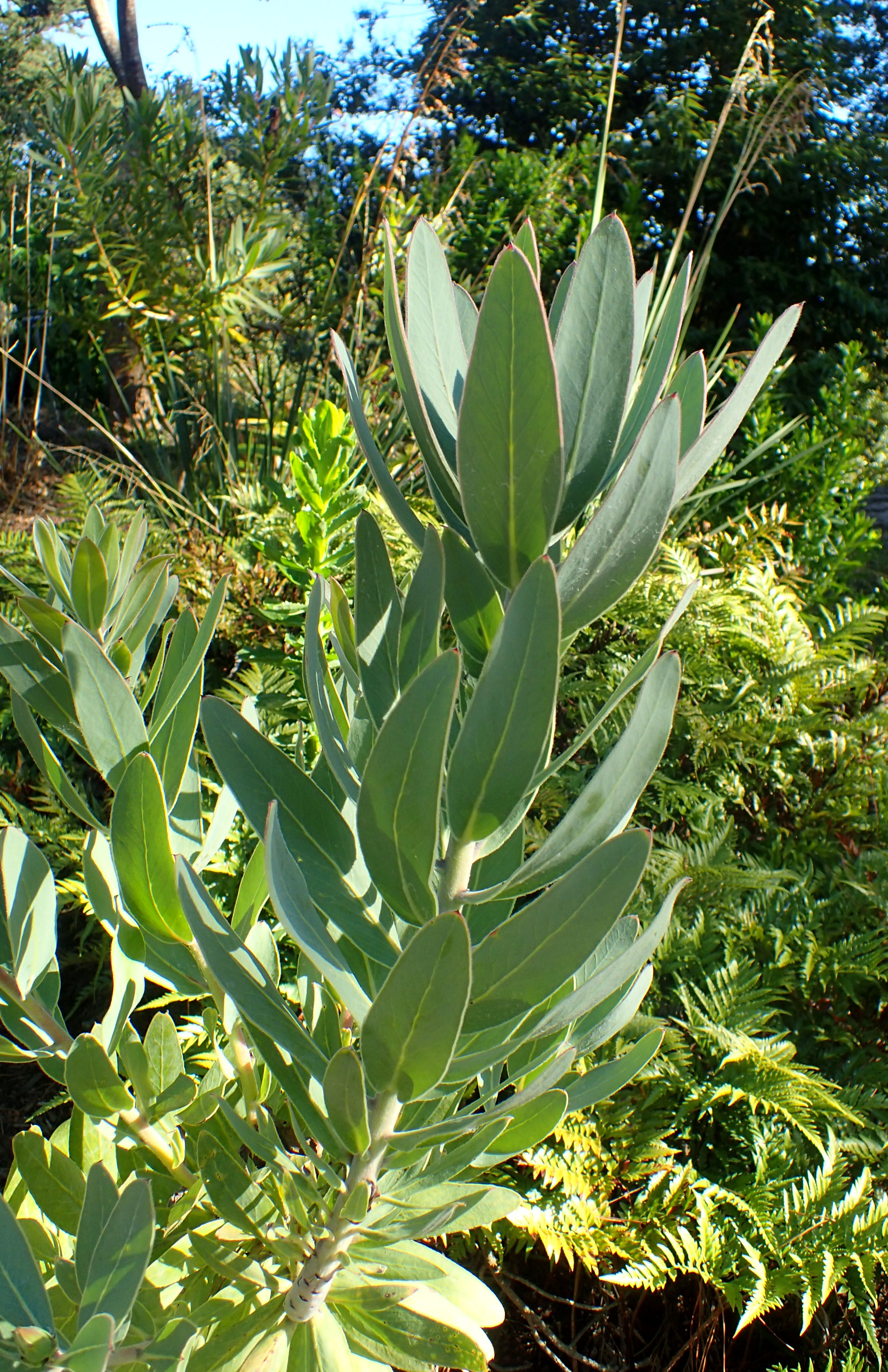
Листья
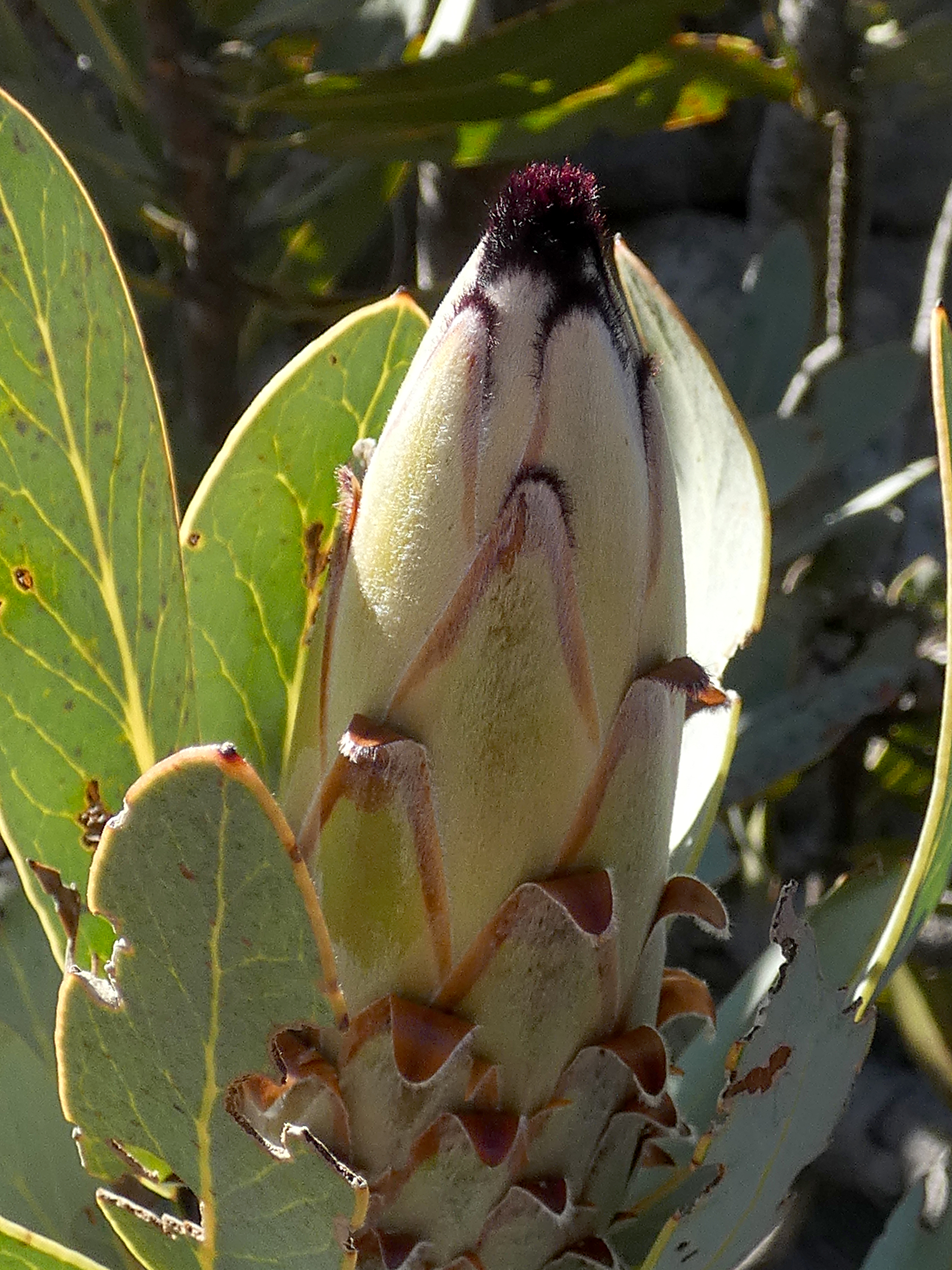
Бутон
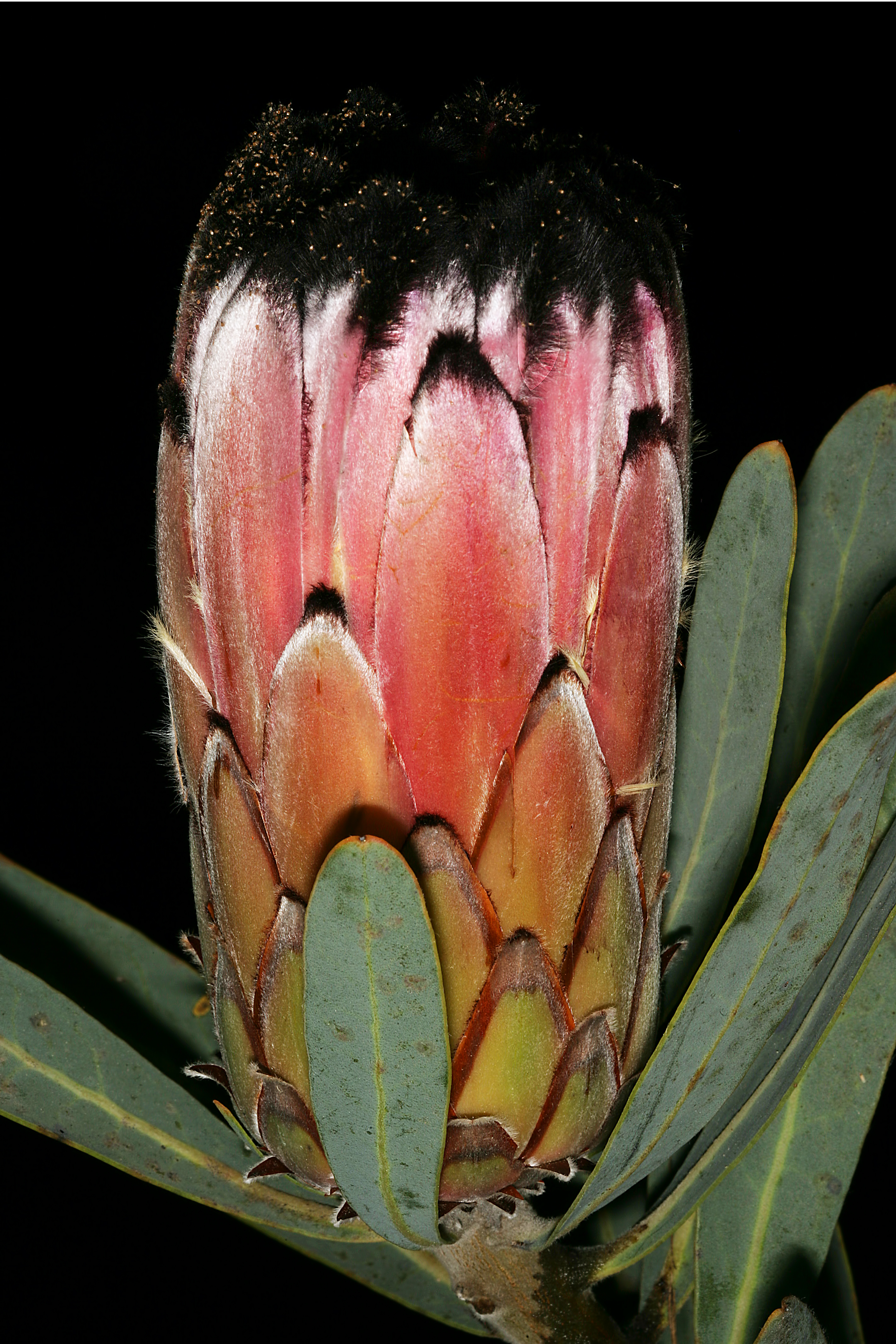
Соцветие

## Таксономия
Вид Protea laurifolia был впервые описан в 1806 году шведским натуралистом Карлом Петером Тунбергом.

## Распространение и местообитание
Protea laurifolia — эндемик Капских провинций Южной Африки. Встречается как в Северо-Капской, так и в Западно-Капской провинциях. Произрастает от Ньювудвилля до Франсхука и Анисберга. В Западно-Капской провинции встречается в Эландс-Клооф в горах Готтентотов-Голландии и в Витценберге в горах Скурвеберг, часть горного хребта Коуэ-Боккевельд. Растёт на песчаных или гранитных почвах на высоте от 400 до 1200 метров. Обычно встречается в финбоше, но иногда также растёт на сланцах или в кустарниках.

## Биология
Взрослые растения погибают от периодических лесных пожаров в местах их обитания, но семена выживают. Плоды древесные и стойкие, что означает, что они остаются на растении после старения. Сгоревшие скелеты деревьев высвобождают семена из оставшихся сухих цветочных головок в сезон после лесного пожара. Семена разносятся ветром.

## Культивирование
Гибридный сорт Rose Mink используется в США как декоративное растение в садах южной Калифорнии, поскольку он довольно морозоустойчив.

## Охранный статус
Вид классифицируется как «вызывающий наименьшее беспокойство», хотя согласно оценке 2019 года, общая численность популяции сокращается.